# Карла Ідальго
Карла Ідальго (ісп. Carla Hidalgo; нар. 15 березня 1973, Мадрид, Іспанська держава) — іспанська театральна та кіноакторка. 

## Біографія
Карла Ідальго народилася 15 березня 1973 року у Мадриді. 

## Фільмографія
- Чорний тунець (2001)
- Клара, не жіноче ім'я (2010)